# نبرد گرونوالد
نبرد گرونوالد, اولین نبرد تاننبرگ یا نبرد ژالگیریس, نبردی بود که در تاریخ ۱۵ ژوئیه ۱۴۱۰ در جریان جنگ جنگ لهستان-لیتوانی و شوالیه‌های تتونیک رخ داد. اتحاد میان پادشاهی لهستان تحت فرمان شاه ولادیسلاو دوم یاگیلون همراه با دوک نشین بزرگ لیتوانی که توسط دوک بزرگ خود، ویتائوتاس رهبری می‌شد؛ در جریان نبرد توانست پیروزی قاطعانه‌ای بر شوالیه‌های تتونیک آلمانی-پروسی تحت فرمان رئیس بزرگشان اولریش فون یونگینگِن بدست آورد. پس از نبرد اکثر فرماندهان و رهبران تتونیک‌ها یا کشته شده یا به عنوان زندانی، به اسارت گرفته شدند. با وجود شکست در این نبرد و تحمل کاهش اراضی تتونیک‌ها -که در دژ مالبورک سنگر گرفته بودند- به علت پیمان نامه تورن (۱۴۱۱)؛ این درگیری‌های ارضی تا سال ۱۴۲۲ و تصویب پیمان ملنو ادامه داشت. با این وجود؛ اینکه شوالیه‌های تتونیک هرگز نتوانستند قدرت سابق خود را بازپس بگیرند و علاوه بر این بار مالی که پرداخت غرامت به لهستان-لیتوانی به بار داشت باعث شده تا تتونیک‌ها دچار رکود مالی و درگیری‌های داخلی شوند. این نبرد باعث شد تا توازن قدرت در منطقه اروپا شرقی تغییر کند و مشخص کرد که اتحاد لهستان لیتوانی (با مشترک‌المنافع لهستان–لیتوانی اشتباه نشود) به عنوان قدرت نظامی و سیاسی غالب بر منطقه طلوع کرده.
این نبرد یکی مهم‌ترین ستیزهای تاریخ اروپا قرون وسطی است و توسط اکثر صاحب نظران به عنوان مهم‌ترین پیروزی تاریخ لهستان، لیتوانی و بلاروس شناخته می‌شود. این نبرد منشأ ملی‌گرایی رمانتیک و غرور ملی ملت‌های پیروز بوده و به عنوان نمادی مهم برای پیروزی در برابر مهاجمان خارجی استفاده می‌شده. در دوره قرن بیستم میلادی، نبرد گرونوالد در عملیات‌های پروپاگاندا دول اتحاد جماهیر شوروی و آلمان نازی استفاده می‌شده. تنها در دهه‌های اخیر است که تاریخدانان سعی کرده‌اند تا نگاهی بی طرفانه و علمی نسبت به این نبرد بیندازند و سعی کنند تا روایاتی را که ملل مختلف از این نبرد ارائه کرده‌اند -که بسیار متفاوت با هم اند- را با هم تطبیق دهند.